# Ситник прирічковий
Ситник прирічковий або ситник мілководний (Juncus tenageia) — вид трав'янистих рослин родини ситникові (Juncaceae), поширений у південній, центральній та західній Європі, північно-західній Африці, західній Азії. Суцвіття складає до 1/3 висоти рослини; коробочка від субкулястої до кулястої (злегка субтрикутна), довжиною до 3 мм.

## Опис
Однорічна рослина 5–40 см заввишки. Піхви листків із 2 вушками при основі пластинки. Суцвіття стиснуто-зонтикоподібні. Листочки навколо квітів яйцеподібні; зовнішні — гострі; внутрішні — тупуваті, зеленувато-бурі, з вузьким біло-перетинчастим краєм. Коробочка куляста, майже рівна оцвітині. Коробочка коричнева, зазвичай блискуча. Насіння яйцеподібне, 0.3–0.6 × ≈ 0.3 мм, чітко поздовжньо смугасте.

## Поширення
Європа: Росія, Україна, Австрія, Бельгія, колишня Чехословаччина, Німеччина, Угорщина, Нідерланди, Польща, Швейцарія, Албанія, Болгарія, Італія, колишня Югославія, Франція, Португалія, Іспанія; Північна Африка: Алжир, Туніс, Марокко; Азія: Вірменія, Азербайджан, Грузія, Росія, Казахстан, Туреччина, Кіпр. Населяє відкриті, мокрі або тимчасово вологі середовища проживання, як правило, поживні та мінеральні бідні, піщані або глинисті ґрунти.
В Україні зростає у вологих і піщаних місцях, на берегах річок — у заплавах річок Дніпра, Прип'яті, Росі, Пд. Бугу, зрідка. Входить у переліки видів, які перебувають під загрозою зникнення на території Київської області.

## Галерея

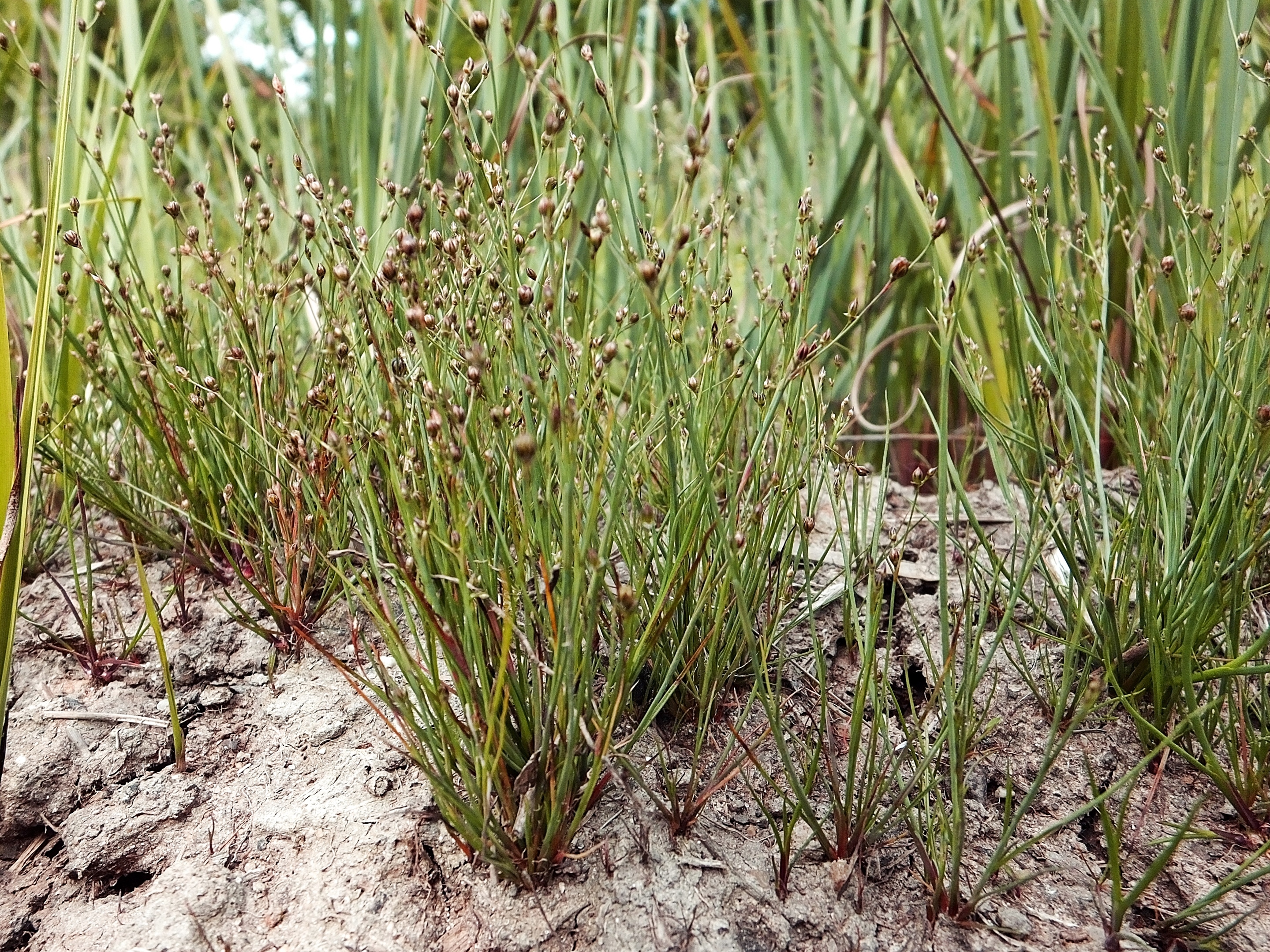
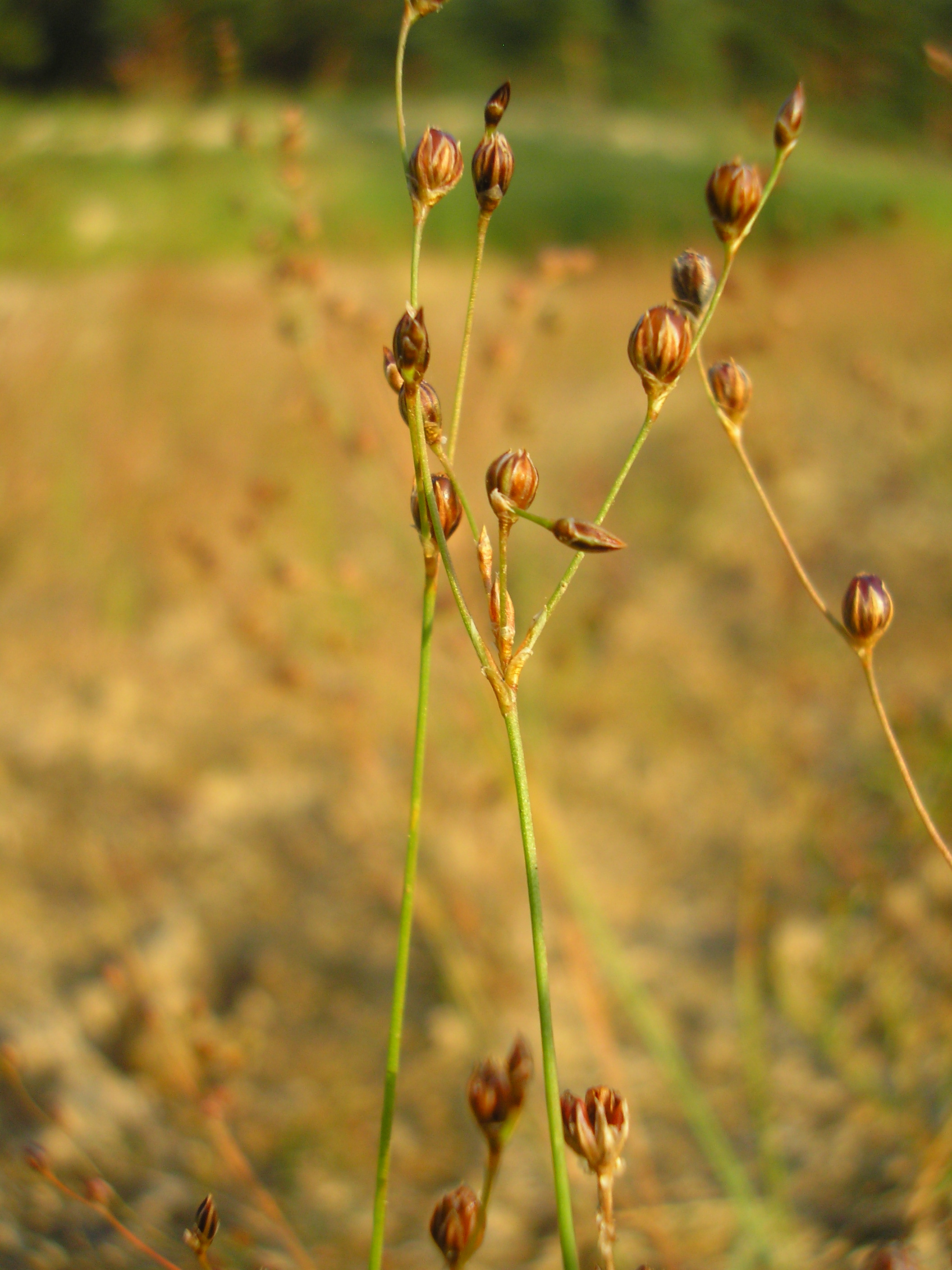